# Las Escaleras
Las Escaleras är en ort i Mexiko.   Den ligger i kommunen San Joaquín och delstaten Querétaro Arteaga, i den centrala delen av landet, 170 km norr om huvudstaden Mexico City. Las Escaleras ligger 2 411 meter över havet och antalet invånare är 166.
Terrängen runt Las Escaleras är bergig österut, men västerut är den kuperad. Runt Las Escaleras är det ganska glesbefolkat, med 38 invånare per kvadratkilometer. Närmaste större samhälle är El Aguacate, 9,7 km öster om Las Escaleras. I omgivningarna runt Las Escaleras växer i huvudsak blandskog.